# Клоков, Игорь Олегович
Игорь Олегович Клоков (род. 1994, Елец, Россия) — классический гитарист и педагог.

## Биография
В 2013 году окончил Елецкий колледж искусств им. Т. Н. Хренникова. Во время учёбы в Ельце стал лауреатом Всероссийских Дельфийских игр в Москве, лауреатом премии Президента РФ, лауреатом премии имени Игумнова, а также победителем ряда всероссийских и межрегиональных гитарных конкурсов в России.
После получения степени бакалавра у профессора Владислава Блахи в Академии имени Яначека в Брно он продолжил своё музыкальное образование в Германии. Он учился в классе профессора Хуберта Кеппеля в Международной гитарной академии в Кобленце, а также в Высшей школе музыки в Майнце (магистратура и концертный экзамен). Кроме того, он обучался в Женевской высшей школе музыки в классе профессора Жюдикэля Перруа (магистр-солист).
Игорь Клоков завоевал множество первых мест на конкурсах (XIII Международный гитарный конкурс в Севилье, XXVII Международный гитарный конкурс «CIUDAD DE CORIA», Международный гитарный конкурс «Cidade de Lagoa», Международный гитарный конкурс имени Хуберта Кеппеля в Кобленце, Международный гитарный конкурс GuitarArt в Белграде, и это лишь некоторые из них).
В сентябре 2024 года он занял 2-е место на 56-м международном конкурсе классической гитары «Микеле Питталуга» в Алессандрии.
В 2020 году он выпустил свой дебютный альбом “HOMMAGE” на лейбле AureaVox, который был записан после его победы на Международном гитарном конкурсе имени Хуберта Кеппеля в Кобленце. Запись включает в себя музыку Родриго и Джулиани, а также полную клавирную партию № 6 И. С. Баха.
Второй диск “IMPERMANENCE” был записан в 2025 году на британском лейбле Contrastes Records. Разнообразная программа включает произведения Д. Богдановича, Р. Сантьяго, М. Кастельнуово-Тедеско, А. Скрябина, Г. Санторсолы и Д. Скарлатти, объединяя музыку четырёх столетий и трёх континентов.
Игорь Клоков выступает с концертами по всему миру и является постоянным гостем музыкальных фестивалей. Помимо концертной деятельности, он проводит мастер-классы и выступает в качестве члена жюри.